# Giro d’Italia 2023/15. Etappe
Die 15. Etappe des Giro d’Italia 2023 fand am 21. Mai 2023 statt und erinnerte in ihrer Streckenführung an die Lombardei-Rundfahrt. Der 15. Abschnitt der 106. Austragung des italienischen Etappenrennens führte von Seregno über 195 Kilometer nach Bergamo. Nach der Etappe hatten die Fahrer insgesamt 2584,6 Kilometer zurückgelegt, was 74,4 % der Gesamtdistanz entsprach. Die Organisatoren der Rundfahrt bewerteten die Schwierigkeit der Etappe mit vier von fünf Sternen.
Im Anschluss an die 15. Etappe folgt der zweite Ruhetag, der in Bergamo abgehalten wird.

## Streckenverlauf
Der neutralisierte Start erfolgte in Seregno nahe des Parco di Via Stefano da Seregno. Im Anschluss führte die Strecke vorbei an der Chiesa Parrocchiale di San Giuseppe in Richtung Norden, ehe das Rennen nach 4,7 Kilometern auf der SP 11 in Carate Brianza freigegeben wurde.
Nach dem offiziellen Start führte die Strecke über Missaglia, Merate und Cisano Bergamasco nach Monte Marenzo, ehe der Anstieg auf den Valico di Valcava (1336 m) begann. Dieser war 11,6 Kilometer lang und wies eine durchschnittliche Steigung von 8 % auf, wobei im oberen Teil Kilometerschnitte von über 11 % erreicht wurden. Die Kuppe des Passes der 1. Kategorie wurde nach 46,4 Kilometern überquert, ehe eine lange Abfahrt über Valpiana und Bedulita nach Almenno San Salvatore führte. Über die SS 470 und Torre Boldone gelangten die Fahrer nach Nembro, wo der erste Zwischensprint nach 87,3 Kilometern ausgefahren wurde. Unmittelbar darauf erfolgte die Auffahrt nach Selvino (946 m), wo eine Bergwertung der 2. Kategorie abgenommen wurde. Nachdem die Kuppe des 11,1 Kilometer langen Anstiegs überquert worden war, folgte eine kurze Abfahrt, ehe die Straße erneut zu steigen begann und nach Miragolo San Salvatore (945 m) führte. Hier erfolgte nach 111,3 gefahrenen Kilometern eine weitere Bergwertung der 2. Kategorie. Die nachfolgende längere Abfahrt führte über enge Straßen nach Zogno, wo die Fahrer dem Brembo in Richtung Süden folgten. Bei Villa d’Almè gelangten die Fahrer erneut auf die SS 470, über die sie wenig später Bergamo erreichten. Bevor die erste Zieldurchfahrt erfolgt war, wurde der kurze, aber steile Anstieg des Colle Aperto befahren, der in die Oberstadt von Bergamo (Città Alta) führte.
53,8 Kilometer vor dem Ziel wurde die Ziellinie auf der Viale Vittorio Emanuele II das erste Mal überquert. Die Fahrtrichtung drehte nun gen Westen und führte nach Curno, ehe im nördlicheren Almenno San Bartolomeo 41,3 Kilometer vor dem Ziel der zweite Zwischensprint ausgefahren wurde. Im Anschluss folgte die Auffahrt nach Roncola Alta (970 m), die als Bewertung der 2. Kategorie klassifiziert war. Im Schnitt wies der 10 Kilometer lange Anstieg eine Durchschnittssteigung von 6,7 % auf, wobei die Straße im mittleren Teil kaum unter 8 % fiel. Die Kuppe wurde 30,6 Kilometer vor dem Ziel überquert und es folgte die bereits bekannte Abfahrt über Bedulita. Nachdem Almenno San Salvatore erreicht wurde, führte die Strecke für rund 10 Kilometer auf der flachen SS 470 nach Bergamo, ehe erneut die Auffahrt des Colle Aperto folgte. Dieser führte vom Stadtteil Valverde über die Via Maironi Giovanni da Ponte durch das Porta San Lorenzo, wo auf der gepflasterten Straße Steigungsprozente von bis zu 12 % erreicht wurden. Über die Via della Boccola erreichten die Fahrer den höchsten Punkt des rund ein Kilometer langen Anstiegs, ehe die letzten drei Kilometer um die Altstadt und bergab zum Ziel auf der Viale Vittorio Emanuele II führten.
|                            | Ort                    | Kilometer | Länge (km) | Höhe (m) | Ø Steigung | max. Steigung |
| -------------------------- | ---------------------- | --------- | ---------- | -------- | ---------- | ------------- |
| neutralisierter Start      | Seregno                | −4,7      |            |          |            |               |
| offizieller Start          | Carate Brianza         | 0         |            |          |            |               |
| Bergwertung (1. Kategorie) | Valico di Valcava      | 46,4      | 11,6       | 1336     | 8 %        | 17 %          |
| Zwischensprint             | Nembro                 | 87,3      |            |          |            |               |
| Bergwertung (2. Kategorie) | Selvino                | 98,6      | 11,1       | 946      | 5,6 %      | 9 %           |
| Bergwertung (2. Kategorie) | Miragolo San Salvatore | 111,3     | 5,2        | 945      | 7 %        | 12 %          |
| Zieldurchfahrt             | Bergamo                | 141,2     |            |          |            |               |
| Zwischensprint             | Almenno San Bartolomeo | 153,7     |            |          |            |               |
| Bergwertung (2. Kategorie) | Roncola Alta           | 164,4     | 10         | 970      | 6,7 %      | 17 %          |
| Ziel                       | Bergamo                | 195       |            |          |            |               |

## Rennverlauf
Nach dem offiziellen Start dauerte es rund 40 Kilometer bis sich die Ausreißergruppe am Fuße des Valico di Valcava formierte. Mit Einer Rubio, José Joaquín Rojas (beide Movistar Team), Simone Velasco (Astana Qazaqstan Team), Laurens Huys, Niccolò Bonifazio (beide Intermarché-Circus-Wanty), Marco Frigo, Sebastian Berwick (beide Israel-Premier Tech), Brandon McNulty (UAE Team Emirates), Bauke Mollema (Trek-Segafredo), Andrea Pasqualon (Bahrain Victorious), Ben Healy (EF Education-EasyPost), François Bidard (Cofidis), Vincenzo Albanese, Francesco Gavazzi (beide Eolo-Kometa Cycling Team), Davide Ballerini (Soudal Quick-Step), Martin Marcellusi (Green Project-Bardiani CSF-Faizanè) und Alberto Dainese (Team DSM) befanden sich 17 Fahrer in der Fluchtgruppe, wobei der bestplatzierte in der Gesamtwertung einen Rückstand von elf Minuten und vier Sekunden aufwies. Im Anstieg des Valico di Valcava fuhr die Gruppe einen Vorsprung von über sechs Minuten heraus, ehe sich Ben Healy bei der Bergwertung vor Einer Rubio durchsetzte.
Am Fuße des Anstiegs nach Selvino, gewann Davide Ballerini den Zwischensprint. Kurz darauf fiel mit Alberto Dainese der erste Fahrer aus der Spitzengruppe zurück. Die Bergwertung sicherte sich erneut Ben Healy, der sich ein weiteres Mal gegen Einer Rubio durchsetzte. In dem Kampf um das Blaue Trikot waren die beiden zwischenzeitlich auf die Plätze drei und vier vorgerückt. Wenige Meter nach der Bergwertung kamen Simone Velasco, Marco Frigo und Sebastian Berwick in der Fluchtgruppe zu Sturz, konnten das Rennen jedoch fortsetzen. Nach einer kurzen Abfahrt folgte die Auffahrt nach Almenno San Salvatore, wo sich Einer Rubio vor Ben Healy durchsetzte. Nach der ersten Zieldurchfahrt griff Niccolò Bonifazio rund 45 Kilometer vor dem Ziel an und konnte sich von seinen Gefährten absetzten. Der Italiener erreichte den Anstieg nach Roncola Alta mit einem Vorsprung von rund einer Minute, ehe hinter ihm die ehemalige Fluchtgruppe zerfiel. Mit Marco Frigo, Brandon McNulty und Ben Healy setzten sich bereits früh die drei stärksten Fahrer an die Spitze des Rennens, während Niccolò Bonifazio eingeholt wurde und zurückfiel. Kurz vor der Kuppe griff Ben Healy an und erreichte die Bergwertung als Solist, ehe er in der Abfahrt zunächst von Brandon McNulty und später auf dem anschließenden Flachstück von Marco Frigo eingeholt wurde. Nach erfolglosen Angriffen in der Ebene erreichte das Trio den Schlussanstieg des nicht-kategorisierten Colle Aperto, der auf Kopfsteinpflaster in die Altstadt von Bergamo führte. Hier forcierte Ben Healy erneut das Tempo, wodurch Marco Frigo erneut zurückfiel. Der Italiener konnte in der flachen Abfahrt jedoch rund 400 Meter vor dem Ziel wieder zu den beiden Spitzenreitern aufschließen und eröffnete den Sprint. Schlussendlich setzte sich Brandon McNulty vor Ben Healy durch, ehe Marco Frigo das Ziel als Dritter erreichte.
Im Hauptfeld, das großteils vom Team Groupama-FDJ angeführt worden war, forcierte die Jumbo-Visma-Mannschaft das Tempo im Schlussanstieg des Colle Aperto. Der Gesamtführende Bruno Armirail (Groupama-FDJ) fiel zurück und verlor 33 Sekunden auf eine kleine Gruppe, in der Geraint Thomas (Ineos Grenadiers), Primož Roglič (Jumbo-Visma), João Almeida (UAE Team Emirates), Andreas Leknessund (Team DSM), Damiano Caruso (Bahrain Victorious), Eddie Dunbar (Team Jayco AlUla), Ilan Van Wilder (Soudal Quick-Step), Warren Barguil (Team Arkéa-Samsic) vertreten waren. Der gesamtsiebte Lennard Kämna (Bora-hansgrohe) erreichte das Ziel in einer weiteren Gruppe mit zwei Sekunden Rückstand.
Bruno Armirail verteidigte das Rosa Trikot, liegt nun jedoch nur noch eine Minute und acht Sekunden vor Geraint Thomas. João Almeida führt weiterhin die Nachwuchswertung an, während Jonathan Milan (Bahrain Victorious) die Führung in der Punktewertung behielt. Davide Bais (Eolo-Kometa) führt weiterhin die Bergwertung an, wobei Einer Rubio als erster Verfolger nur noch einen Rückstand von 28 Punkten aufweist. In der Mannschaftswertung liegt das Team Bahrain Victorious an erster Stelle.

## Ergebnis
| \| Etappenergebnis \| Etappenergebnis \| Etappenergebnis \| Etappenergebnis \| Etappenergebnis \| \| Fahrer \| Fahrer \| Land \| Team \| Zeit \| \| --------------- \| ----------------- \| ------------------ \| ------------------------ \| --------------- \| \| 1. \| Brandon McNulty \| Vereinigte Staaten \| UAE Team Emirates \| 5 h 13 min 39 s \| \| 2. \| Ben Healy \| Irland \| EF Education-EasyPost \| + 0 s \| \| 3. \| Marco Frigo \| Italien \| Israel-Premier Tech \| + 0 s \| \| 4. \| Bauke Mollema \| Niederlande \| Trek-Segafredo \| + 1 min 50 s \| \| 5. \| Einer Rubio \| Kolumbien \| Movistar Team \| + 1 min 50 s \| \| 6. \| Simone Velasco \| Italien \| Astana Qazaqstan Team \| + 2 min 26 s \| \| 7. \| Andrea Pasqualon \| Italien \| Bahrain Victorious \| + 2 min 26 s \| \| 8. \| Laurens Huys \| Belgien \| Intermarché-Circus-Wanty \| + 3 min 10 s \| \| 9. \| Vincenzo Albanese \| Italien \| Eolo-Kometa \| + 4 min 13 s \| \| 10. \| François Bidard \| Frankreich \| Cofidis \| + 4 min 13 s \| |                   |                    |                          |                 |
| |                   |                    |                          |                 |
| Quelle: ProCyclingStats |                   |                    |                          |                 |
| Etappenergebnis |                   |                    |                          |                 |
| Fahrer | Fahrer            | Land               | Team                     | Zeit            |
| 1. | Brandon McNulty   | Vereinigte Staaten | UAE Team Emirates        | 5 h 13 min 39 s |
| 2. | Ben Healy         | Irland             | EF Education-EasyPost    | + 0 s           |
| 3. | Marco Frigo       | Italien            | Israel-Premier Tech      | + 0 s           |
| 4. | Bauke Mollema     | Niederlande        | Trek-Segafredo           | + 1 min 50 s    |
| 5. | Einer Rubio       | Kolumbien          | Movistar Team            | + 1 min 50 s    |
| 6. | Simone Velasco    | Italien            | Astana Qazaqstan Team    | + 2 min 26 s    |
| 7. | Andrea Pasqualon  | Italien            | Bahrain Victorious       | + 2 min 26 s    |
| 8. | Laurens Huys      | Belgien            | Intermarché-Circus-Wanty | + 3 min 10 s    |
| 9. | Vincenzo Albanese | Italien            | Eolo-Kometa              | + 4 min 13 s    |
| 10. | François Bidard   | Frankreich         | Cofidis                  | + 4 min 13 s    |

## Gesamtstände
| \| Gesamtwertung \| Gesamtwertung \| Gesamtwertung \| Gesamtwertung \| Gesamtwertung \| \| Fahrer \| Fahrer \| Land \| Team \| Zeit \| \| ------------- \| ------------------ \| ---------------------- \| ------------------ \| ---------------- \| \| 1. \| Bruno Armirail \| Frankreich \| Groupama-FDJ \| 61 h 38 min 06 s \| \| 2. \| Geraint Thomas \| Vereinigtes Königreich \| Ineos Grenadiers \| + 1 min 08 s \| \| 3. \| Primož Roglič \| Slowenien \| Jumbo-Visma \| + 1 min 10 s \| \| 4. \| João Almeida \| Portugal \| UAE Team Emirates \| + 1 min 30 s \| \| 5. \| Andreas Leknessund \| Norwegen \| Team DSM \| + 1 min 50 s \| \| 6. \| Damiano Caruso \| Italien \| Bahrain Victorious \| + 2 min 36 s \| \| 7. \| Lennard Kämna \| Deutschland \| Bora-Hansgrohe \| + 3 min 02 s \| \| 8. \| Eddie Dunbar \| Irland \| Team Jayco AlUla \| + 3 min 40 s \| \| 9. \| Thymen Arensman \| Niederlande \| Ineos Grenadiers \| + 3 min 55 s \| \| 10. \| Laurens De Plus \| Belgien \| Ineos Grenadiers \| + 4 min 18 s \| |                    |                        |                    |                  |
| |                    |                        |                    |                  |
| Quelle: ProCyclingStats |                    |                        |                    |                  |
| Gesamtwertung |                    |                        |                    |                  |
| Fahrer | Fahrer             | Land                   | Team               | Zeit             |
| 1. | Bruno Armirail     | Frankreich             | Groupama-FDJ       | 61 h 38 min 06 s |
| 2. | Geraint Thomas     | Vereinigtes Königreich | Ineos Grenadiers   | + 1 min 08 s     |
| 3. | Primož Roglič      | Slowenien              | Jumbo-Visma        | + 1 min 10 s     |
| 4. | João Almeida       | Portugal               | UAE Team Emirates  | + 1 min 30 s     |
| 5. | Andreas Leknessund | Norwegen               | Team DSM           | + 1 min 50 s     |
| 6. | Damiano Caruso     | Italien                | Bahrain Victorious | + 2 min 36 s     |
| 7. | Lennard Kämna      | Deutschland            | Bora-Hansgrohe     | + 3 min 02 s     |
| 8. | Eddie Dunbar       | Irland                 | Team Jayco AlUla   | + 3 min 40 s     |
| 9. | Thymen Arensman    | Niederlande            | Ineos Grenadiers   | + 3 min 55 s     |
| 10. | Laurens De Plus    | Belgien                | Ineos Grenadiers   | + 4 min 18 s     |

| Punktewertung | Punktewertung       | Punktewertung          | Punktewertung         | Punktewertung |
| Fahrer        | Fahrer              | Land                   | Team                  | Punkte        |
| ------------- | ------------------- | ---------------------- | --------------------- | ------------- |
| 1.            | Jonathan Milan      | Italien                | Bahrain Victorious    | 164 P.        |
| 2.            | Derek Gee           | Kanada                 | Israel-Premier Tech   | 112 P.        |
| 3.            | Pascal Ackermann    | Deutschland            | UAE Team Emirates     | 88 P.         |
| 4.            | Nico Denz           | Deutschland            | Bora-Hansgrohe        | 75 P.         |
| 5.            | Toms Skujiņš        | Lettland               | Trek-Segafredo        | 71 P.         |
| 6.            | Michael Matthews    | Australien             | Team Jayco AlUla      | 68 P.         |
| 7.            | Magnus Cort Nielsen | Dänemark               | EF Education-EasyPost | 56 P.         |
| 8.            | Marius Mayrhofer    | Deutschland            | Team DSM              | 53 P.         |
| 9.            | Mark Cavendish      | Vereinigtes Königreich | Astana Qazaqstan Team | 51 P.         |
| 10.           | Vincenzo Albanese   | Italien                | Eolo-Kometa           | 46 P.         |

| Bergwertung | Bergwertung             | Bergwertung | Bergwertung                | Bergwertung |
| Fahrer      | Fahrer                  | Land        | Team                       | Punkte      |
| ----------- | ----------------------- | ----------- | -------------------------- | ----------- |
| 1.          | Davide Bais             | Italien     | Eolo-Kometa                | 144 P.      |
| 2.          | Einer Rubio             | Kolumbien   | Movistar Team              | 116 P.      |
| 3.          | Thibaut Pinot           | Frankreich  | Groupama-FDJ               | 114 P.      |
| 4.          | Ben Healy               | Irland      | EF Education-EasyPost      | 108 P.      |
| 5.          | Toms Skujiņš            | Lettland    | Trek-Segafredo             | 42 P.       |
| 6.          | Karel Vacek             | Tschechien  | Team Corratec-Selle Italia | 36 P.       |
| 7.          | Derek Gee               | Kanada      | Israel-Premier Tech        | 31 P.       |
| 8.          | Amanuel Ghebreigzabhier | Eritrea     | Trek-Segafredo             | 30 P.       |
| 9.          | Alexander Cepeda        | Ecuador     | EF Education-EasyPost      | 25 P.       |
| 10.         | Aurélien Paret-Peintre  | Frankreich  | AG2R Citroën Team          | 22 P.       |

| Nachwuchswertung | Nachwuchswertung       | Nachwuchswertung | Nachwuchswertung         | Nachwuchswertung |
| Fahrer           | Fahrer                 | Land             | Team                     | Zeit             |
| ---------------- | ---------------------- | ---------------- | ------------------------ | ---------------- |
| 1.               | João Almeida           | Portugal         | UAE Team Emirates        | 61 h 39 min 36 s |
| 2.               | Andreas Leknessund     | Norwegen         | Team DSM                 | + 20 s           |
| 3.               | Thymen Arensman        | Niederlande      | Ineos Grenadiers         | + 2 min 25 s     |
| 4.               | Einer Rubio            | Kolumbien        | Movistar Team            | + 3 min 59 s     |
| 5.               | Santiago Buitrago      | Kolumbien        | Bahrain Victorious       | + 4 min 52 s     |
| 6.               | Ilan Van Wilder        | Belgien          | Soudal Quick-Step        | + 6 min 02 s     |
| 7.               | Alexander Cepeda       | Ecuador          | EF Education-EasyPost    | + 12 min 29 s    |
| 8.               | Laurens Huys           | Belgien          | Intermarché-Circus-Wanty | + 20 min 03 s    |
| 9.               | Valentin Paret-Peintre | Frankreich       | AG2R Citroën Team        | + 23 min 20 s    |
| 10.              | Filippo Zana           | Italien          | Team Jayco AlUla         | + 27 min 43 s    |

| Mannschaftswertung | Mannschaftswertung    | Mannschaftswertung           | Mannschaftswertung |
| Team               | Team                  | Land                         | Zeit               |
| ------------------ | --------------------- | ---------------------------- | ------------------ |
| 1.                 | Bahrain Victorious    | Bahrain                      | 184 h 21 min 09 s  |
| 2.                 | EF Education-EasyPost | Vereinigte Staaten           | + 27 min 23 s      |
| 3.                 | Israel-Premier Tech   | Israel                       | + 27 min 52 s      |
| 4.                 | Jumbo-Visma           | Niederlande                  | + 37 min 00 s      |
| 5.                 | Ineos Grenadiers      | Vereinigtes Königreich       | + 37 min 31 s      |
| 6.                 | Bora-Hansgrohe        | Deutschland                  | + 39 min 17 s      |
| 7.                 | UAE Team Emirates     | Vereinigte Arabische Emirate | + 39 min 34 s      |
| 8.                 | AG2R Citroën Team     | Frankreich                   | + 47 min 26 s      |
| 9.                 | Astana Qazaqstan Team | Kasachstan                   | + 53 min 21 s      |
| 10.                | Eolo-Kometa           | Italien                      | + 1 h 08 min 51 s  |